# Peruviaans congres
Het Congres van de Republiek Peru (Congreso de la República del Perú) is het parlement dat de wetgevende macht van Peru vertegenwoordigt. Sinds 1993 is het een eenkamerstelsel. Het Peruviaanse congres houdt haar vergaderingen in het Palacio Legeslativo (Wetgevend Paleis) in het historische centrum van Lima.
Het Peruviaanse congres telt sinds 2011 130 parlementsleden (congresistas) die worden gekozen voor een periode van vijf jaar op basis van evenredige vertegenwoordiging. Om te kunnen worden gekozen dienen kandidaten Peruviaanse burgers te zijn van minimaal 25 jaar oud en mag hun kiesrecht nog nooit zijn opgeschort. De meest recente parlementsverkiezingen vonden plaats in april 2021. De verkiezing voor de president van Peru werd op 6 juni van dat jaar beslist in een tweede ronde. Sinds 12 september 2022 is José Williams van de Avanza País de voorzitter van het congres.

## Geschiedenis
Het eerste congres werd gehouden in 1822 als constitutioneel congres en werd geleid door Francisco Xavier de Luna Pizarro. In 1829 stelde de regering een tweekamerstelsel in, onderverdeeld in een senaat (Cámara de Senadores) en een kamer van afgevaardigden (Cámara de Diputados).
In 1930 werd de regering van Augusto Leguía y Salcedo omver geworpen door Luis Miguel Sánchez Cerro. Hij installeerde een constitutioneel congres (1931-33) dat de grondwet van 1933 uitvaardigde. Op last van de president werden de leden van de Amerikaanse Populaire Revolutionaire Alliantie (APRA) gevangengezet vanwege hun revolutionaire doctrines tegen de regering. Toen Cerro in 1933 werd vermoord door een APRA-lid, nam generaal Óscar Benavides de macht over en sloot hij het congres tot 1939; in dat jaar werd Manuel Prado y Ugarteche gekozen tot president.
Tijdens verschillende dictaturen werd het congres meermaals onderbroken door staatsgrepen. In 1968 greep Juan Velasco Alvarado de macht en sloot hij het congres opnieuw.
In 1979 werd er een nieuwe grondwet van Peru uitgevaardigd door een constitutionele vergadering. Deze werd van kracht in 1980 met de herverkiezing van president Fernando Belaúnde Terry. De grondwet beperkte de regeertermijn van de president tot vijf jaar en stelde een tweekamerstelsel in met een senaat van 60 leden en een kamer van afgevaardigden van 180 leden. De leden van beide kamers werden gekozen voor een periode van vijf jaar, die tegelijk met de president gekozen werden. Voor de senaat gold een regionale verdeling en voor de kamer van afgevaardigden werd de Methode-D'Hondt ingesteld. Een afgevaardigde diende minimaal 25 jaar oud te zijn en een senator 35 jaar.
In de jaren negentig had president Alberto Fujimori in geen van beide kamers een meerderheid, waardoor het congres macht op hem kon uitoefenen. Hij besloot in 1992 een zelfcoup te plegen, ofwel een staatsgreep tegen zijn eigen regering, waarbij hij het congres ontbond. Hij stelde een eenkamerstelsel in met 120 leden en liet een constitutionele vergadering de grondwet van 1993 uitvaardigen waarin er meer macht werd toebedeeld aan de president. Het nieuwe eenkamerstelsel werd van kracht vanaf 1995 en het congres werd gedomineerd door Fujimori's congresleden die in de meerderheid waren. Sinds de verkiezingen van 2011 kent het congres 130 leden.